# Dorin Goian
Dorin Goian est un footballeur roumain né le 12 décembre 1980 à Suceava. Il évoluait au poste de défenseur.
Lucian, son frère, est également footballeur professionnel.

## Biographie
Il a participé à l'Euro 2008 avec l'équipe de Roumanie. Il porte le numéro 24 dans l'équipe du Steaua Bucarest. Il a été convoité par de grands clubs tels que le Milan AC ou et le Valence CF mais le 22 août 2004, lors du 120e match de sa carrière, il s'est blessé contre Gloria. Il a alors dû attendre 6 mois avant de pouvoir retrouver les terrains.
Au mercato d'été 2009, il signe un contrat de 4 ans avec l'US Palerme. Son salaire annuel sera alors de 500 000 euros.
En 2011, il signe en faveur des Glasgow Rangers. En août 2012, il est prêté à Spezia.
En juin 2013 il part du club écossais. 

## Sélections
- 61 sélections et 5 buts avec l'équipe de Roumanie entre 2005 et 2014.

## Palmarès
- Steaua Bucarest
  - Champion de Roumanie : 2005, 2006
  - Vainqueur de la Supercoupe de Roumanie : 2006

- Palermo
  - Finaliste de la Coupe d'Italie : 2011

- Glasgow Rangers
  - Vice-champion d'Écosse : 2012

## Référence
1. ↑  Spezia : Goian en prêt, football365.fr, 22 août 2012